# 하리하라 1세
하리하라 1세 또는 하카, 비라 하리하라 1세는 비자야나가라 제국의 시조로, 1336년 4월 18일부터 1355년 11월 20일까지 제국을 다스렸다. 그와 그의 후계자들은 제국을 통치한 네 개의 왕조 중 첫 번째 왕조인 상가마 왕조를 세웠다. 그는 바바나 상가마의 장남이었으며, 야다바 혈통을 주장한 소규모 목축업 공동체의 족장이었다.

## 생애
하카와 그의 동생 부카의 초기 생애는 비교적 알려지지 않았으며 대부분의 기록은 가설에 근거하고 있다. 이론에 따르면 부카와 하카는 와랑갈의 카카티야 왕의 군대 지휘관이었다. 와랑갈 왕이 무함마드 빈 투글라크에게 패배한 후 두 형제는 포로로 잡혀 델리로 압송되어 이슬람교로 개종했다. 두 형제는 결국 탈출하여 현자 비디야란야의 영향으로 힌두교로 다시 개종하고 비자야나가라 제국을 세웠다.

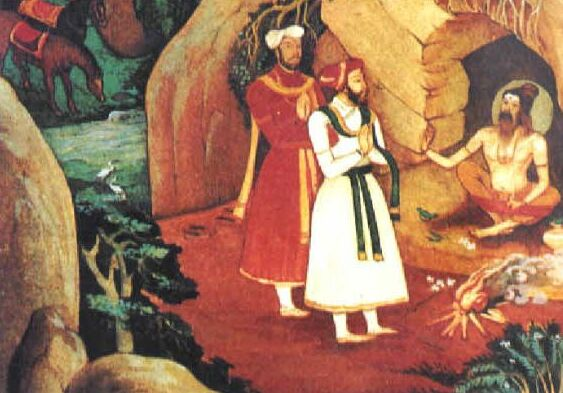
하리하라와 그의 동생 부카 라야가 샹카라차리야 비디야란야를 만나는 모습.

발라파 단다나야카는 호이살라 왕 비라 발랄라 3세의 조카로 하리하라의 딸과 결혼했다. 이는 하리하라가 호이살라 궁정과 관련이 있음을 보여준다. 그는 권력을 잡은 직후 오늘날 카르나타카주 서해안의 바르쿠루에 요새를 건설했다. 비문에 따르면 그는 1339년 구티에서 카르나타카 북부 지역을 관리하고 있었다고 한다. 그는 처음에 호이살라 왕국의 북부 지역을 통제하다가 1343년 호이살라 비라 발랄라 3세가 사망한 후 전체 지역을 완전히 장악했다. 칸나다 비문에는 그를 카르나타카 비디야 빌라스("위대한 지식과 기술의 대가"), 바셰게 타푸바 라야라 간다("약속을 지키지 않는 반란자들의 처벌자"), 아리라야비바다("적왕에게 발포하는 자")라고 불렀다. 그의 형제들 중 캄파나는 넬루르 지역을 통치했고, 무드파는 물라바갈루 지역을 관리했으며, 마라파는 찬드라구티를 감독했으며, 부카 라야는 그의 부관이었다.
그의 초기 군사적 업적은 퉁가바드라강 계곡에 대한 통제권을 확립했으며, 점차 콘칸과 말라바르 해안의 특정 지역으로 통제권을 확장했다. 그 무렵 호이살라의 통치자 비라 발랄라 3세는 마두라이 술탄과 싸우다 사망했고, 이렇게 생긴 공백으로 비자야나가라 제국은 모든 호이살라 영토를 통치하는 주권국으로 부상할 수 있었다.
1346년에 작성된 스링게리 마타에 대한 보조금에 관한 비문에는 하리하라 1세를 "동양과 서해 사이의 나라 전체"의 통치자로 묘사하고 있으며, 비디야나가라(즉, 학문의 도시)를 그의 수도로 묘사하고 있다.
하리하라 1세의 황좌는 그의 형제 부카 1세가 계승하였으며, 그는 상가마 왕조의 다섯 명의 통치자(판차상가마) 중 가장 뛰어난 인물로 부상했다.

## 행정 정책
하리하라는 유능한 행정가였다. 비자야나가라 제국은 남인도에서 세 개의 주요 언어 및 문화 지역에 대한 패권을 가지고 어느 정도의 정치적 통합을 이룬 최초의 국가였다. 제국은 간헐적으로 어느 정도 중앙집권화를 이루었지만, 원심적인 경향이 자주 나타났다. 상가마 형제가 소유한 원래의 다섯 개의 라지야(속주)에 영토가 정복되면서 새로운 라지야(속주)가 추가되었다. 이 지역 안팎에서는 일부 역사가들이 제안한 가상적 자율성은 아니지만, 라이벌 족장들의 복잡한 모자이크가 다양한 정도의 권력을 행사했다. 중앙 정부는 수입과 군사적 측면을 모두 가지고 있었지만, 세금과 군대를 모금하는 실제 업무는 대부분 속주 총독과 그 부하들의 책임이었다. 중앙 정부는 비교적 적은 수의 병력을 유지했지만, 속주 총독들이 소유한 땅에 가치를 부여하고 각 속주의 수입에서 공급할 병력의 수를 결정했다.
하리하라는 갑자기 떠오른 제국이 힌두교 라이벌 왕들과 델리 술탄들로부터 직면한 위험을 충분히 인식하고 있었다. 그는 델리 통치자들의 침략으로부터 보호하기 위해 바다미의 오래된 요새를 강화했다. 그는 아난트푸르구의 구티를 호이살라 왕으로부터 방어하기 위해 요새화했다.
그는 또한 우다야기리를 강력한 요새로 개조하고 동생 캄파나에게 그 요새를 맡겼다. 유능한 장관 아난타라사 치카 우다이야의 도움으로 그는 200년 이상 지속된 문민 행정을 재편했다. 나얀카라 제도 하에서 군 지휘관은 '나얀카'(지방 총독)로 임명되어 군대를 모으고 지역 토호를 통제할 목적으로 영지에서 수입을 얻었다.
국가의 자원을 늘리기 위해 그는 농부들에게 숲을 벌채하고 이 땅을 경작하도록 강요했다. 제국은 스탈라, 나두, 시마로 나뉘었다. 행정부를 운영하고 수익을 징수하기 위해 여러 관리들이 임명되었다.